# Betsey Cushing Roosevelt Whitney

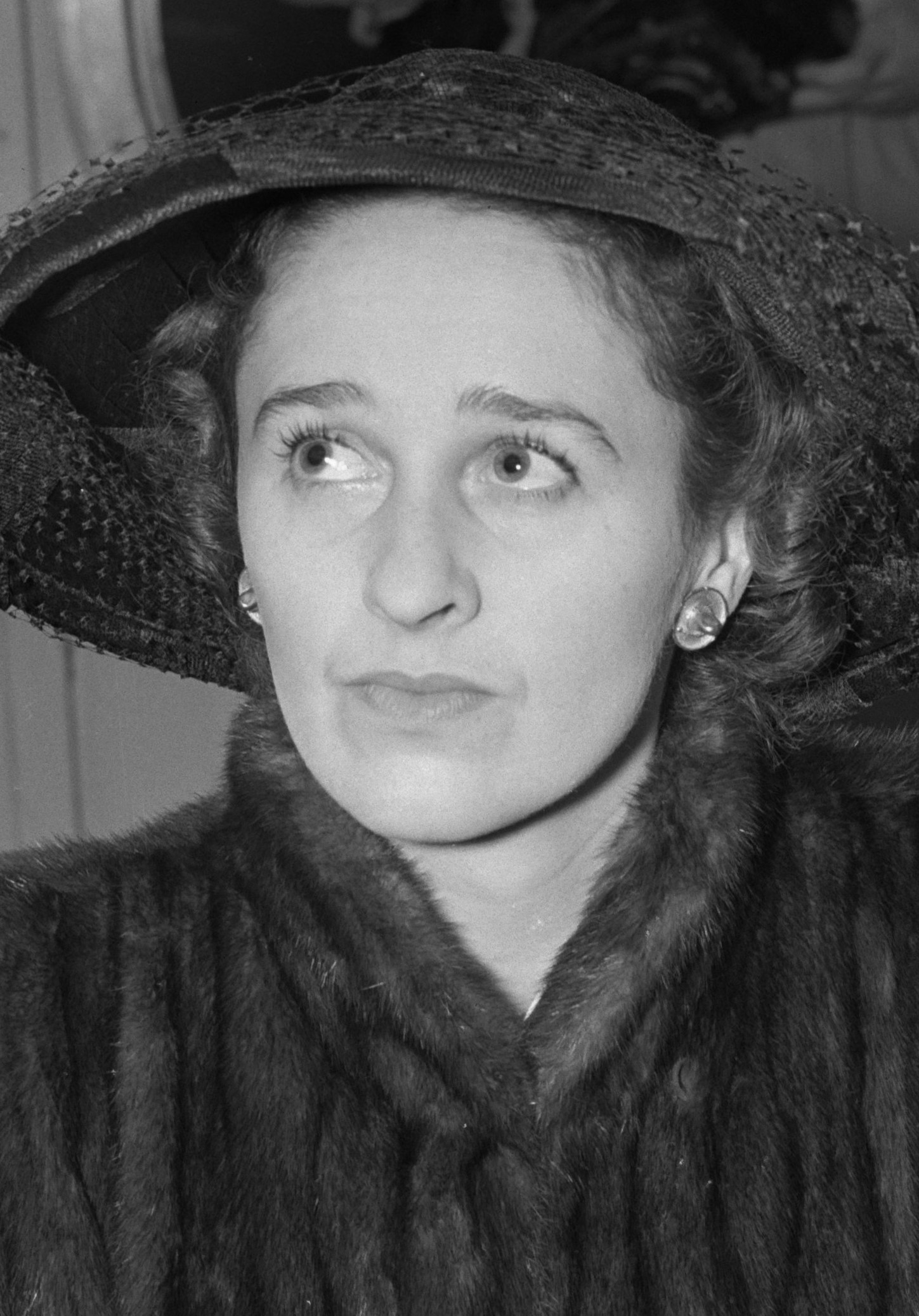
Betsey Cushing Roosevelt Whitney (1940)

Betsey Cushing Roosevelt Whitney (* 18. Mai 1909 in Baltimore; † 25. März 1998 in Manhasset, New York) war eine US-amerikanische Kunstsammlerin und Philanthropin.

## Leben
Sie war die Tochter des US-amerikanischen Neurologen Harvey Cushing und Katharine Stone Crowell und wuchs mit zwei Brüdern und zwei Schwestern auf. Ihre ältere Schwester Mary Benedict Cushing heiratete den Astor-Erben Vincent Astor. Ihre jüngere Schwester Babe Cushing heiratete William S. Paley, den Gründer des US-amerikanischen Fernsehsenders CBS.
Cushing Roosevelt Whitney sammelte im Laufe ihres Lebens eine Vielzahl von Kunstwerken, unter anderem von bedeutenden europäischen Impressionisten.
In erster Ehe heiratete sie den ältesten Sohn James Roosevelt des US-amerikanischen Präsidenten Franklin D. Roosevelt. Cushing Roosevelt Whitney heiratete in zweiter Ehe den US-amerikanischen Diplomaten John Hay Whitney. Das Paar lebte unter anderem in ihrem Sommerhaus auf Fishers Island, in einem Luxusappartement in Manhattan, in einem Anwesen auf Long Island, auf der Greenwood Plantation in Georgia sowie in einem Anwesen in Saratoga Springs, New York.

## Im Eigentum von Cushing Roosevelt Whitney (Auswahl)
- Selbstporträt (1889) von Vincent van Gogh
- Marcelle Lender tanzend den Bolero in Chilpéric (1895/1896) von Henri de Toulouse-Lautrec
- Offenes Fenster, Collioure (1905) von Henri Matisse
- Junge mit Pfeife (1905) von Pablo Picasso[2]
- Der Hafen von La Ciotat (1907) von Georges Braque
- Der Strand bei Sainte-Adresse (1906) von Raoul Dufy
- Bal du moulin de la Galette (1876) von Pierre-Auguste Renoir, eines der zehn teuersten jemals verkauften Gemälde